# Prisonnier d'opinion
Ne doit pas être confondu avec Prisonnier politique.
Le terme de prisonnier d'opinion désigne toute personne emprisonnée en raison de ses convictions politiques ou religieuses. Il est créé en 1961 par Peter Benenson, avocat britannique et fondateur d'Amnesty International, une ONG de défense des droits de l'homme.

## Définition
Est considéré comme prisonnier d'opinion toute personne détenue ou restreinte dans sa liberté du fait de ses convictions politiques ou religieuses ou pour toute autre raison de conscience, de son origine ethnique, de son sexe ou de son orientation sexuelle, de sa couleur, de sa langue, de son origine sociale ou de sa nationalité, de sa situation économique, de sa naissance ou de toute autre situation, et qui n'a pas usé de violence ni incité à la violence ou à la haine.
Amnesty International demande la libération immédiate et inconditionnelle de tous les prisonniers d'opinion. C'est historiquement le premier but que s'est donné cette organisation[réf. nécessaire].

## Liste non exhaustive

### Afrique
- Cameroun : Michel Thierry Atangana
- République du Congo : Paulin Makaya[2]
- Érythrée : Aster Fissehatsion, Dawit Isaak, Mahmud Ahmed Sherifo, Petros Solomon, Haile Woldetensae
- Gambie : Ebrima Manneh
- Maroc : Ali Anouzla[3]
- Soudan : Ussamah Mohammed, Faisal Saleh
- Tunisie : Ramzi Abcha, Ghazi Beji et Jabeur Mejri[4]

### Amérique
- Cuba : Antonio Michel, Marcos Maiquel Lima Cruz, Josiel Guía Piloto, Silverio Portal Contreras, Mitzael Díaz Paseiro, Eliecer Bandera Barrera, Edilberto Ronal Arzuaga Alcalá[5]
- Venezuela : Rubén González[6]

### Asie
- Arabie saoudite : Raif Badawi[7],[8], Mohammed Saleh al-Bejadi, Saud al-Hashimi, Khaled al-Johani, Hamza Kashgari
- Bahreïn : Mahdi Abu Deeb, Mohammad Sanad al-Makina, Abdulhadi al-Khawaja, Hasan Mushaima, Abdelwahab Hussain, Abdel-Jalil al-Singace, Mohammad Habib al-Miqdad, Abduljalil al-Singace, Sa'eed Mirza al-Nuri, Mohammad Hassan Jawwad, Mohammad Ali Ridha Isma'il, Abdullah al-Mahroos, Abdul-Hadi Abdullah Hassan al-Mukhodher, Ibrahim Sharif, Salah Abdullah Hubail al-Khawaja, Fadhel Abbas Mahdi Mohamed
- Chine : Guo Feixiong, Mao Hengfeng, Ershidin Israil, Wang Junling, Shi Tao, Chen Wei, Dhondup Wangchen, Liu Xiaobo, Wang Xiaodong, Guo Xiaojun, Gao Zhisheng
- Corée du Nord : Oh Kyu-won, Shin Suk-ja
- Inde : Binayak Sen, Irom Sharmila Chanu, Soni Sori
- Iran : Bahman Ahmadi Amou'i, Jila Baniyaghoob, Arzhang Davoodi, Ghoncheh Ghavami[9],[10], Kouhyar Goudarzi, Mohammad Sadigh Kabudvand, Zhila Karamzadeh-Makvandi, Narges Mohammadi, Parvin Mokhtareh, Abdollah Momeni, Sayed Ziaoddin  Nabavi, Mansour Osanlou, Jafar Panahi, Hossein Ronaghi, Isa Saharkhiz, Mohammad Seifzadeh, Reza Shahabi, Abdolfattah Soltani, Heshmat Tabarzadi, *Majid Tavakoli, Atena Daemi, Nasrin Sotoudeh[6]
- Israël : Ahmad Qatamesh, Bassem al-Tamimi, Mordechai Vanunu
- Kirghizistan : Azimzhan Askarov
- Koweït : Hamad al-Naqi
- Ouzbékistan : Azam Farmonov, Alisher Karamatov, Solijon Abdrahmanov
- Syrie : Ali al-Abdullah, Mazen Darwish, Shibal Ibrahim, Riad Seïf, Anwar al-Bunni, Kamal al-Labwani, Mouhammad Alammar, Razan Ghazzawi, Mansour al-Omari, Abdel Aziz al-Khair, Akram al-Bunni, Amina Khoulani, Yahia Shurbaji
- Thaïlande : Somyot Prueksakasemsuk
- Tibet : Tashi Wangchuk[11], Kunchok Tsephel, Karma Samdrup, Dorje Tashi, Wangdu, Washu Rangjong, Paljor Norbu, Adruk Lopoe
- Viêt Nam : Lê Công Định, Phan Thanh Hai, Nguyễn Văn Hải, Vi Đức Hồi, Thaddée Nguyễn văn Lý, Nguyễn Đan Quế, Tạ Phong Tần, Trần Huỳnh Duy Thức, Cu Huy Ha Vu, Tran Hoang Phuc[12]

### Europe
- Azerbaïdjan : Ilgar Mammadov, Republican Alternative Movement, Anar Bayramli, Ramin Bayramov, Vidadi Isgandarov, Taleh Khasmammadov, Bakhtiyar Guliyev, Mahammad Azizov, Shahin Novruzlu, Rashad Hasanov, Rashadat Akhundov, Zaur Gurbanli, Uzeyir Mammadli, Ilkin Rustamzade
- Biélorussie : Mikalaï Awtoukhovitch (en), Zmitsier Dachkiévitch (en), Iryna Khalip (en), Ouladzimir Niakliaïew, Paval Sieviaryniets, Mikalaï Statkiévitch, Anton Souriapine (en), Roman Protassevitch
- Russie : Mikhail Kosenko, Emir-Ousseïn Koukou[6], Alexeï Navalny[13]